# Muhidin Hamamdžić
Muhidin Hamamdžić (* 16. April 1936 in Sarajevo, Königreich Jugoslawien) ist ein bosnischer Veterinärwissenschaftler und ehemaliger Bürgermeister von Sarajevo.

## Leben
Von 1950 bis 1954 besuchte er in seiner Heimatstadt die Schule II Muška Gimnazija. Es schloss sich ein Studium an der Fakultät für Veterinärmedizin an der Universität Sarajevo an. Von 1961 bis 1971 war er als Assistent an der Fakultät beschäftigt, wobei er ab 1965 ein Forschungsstipendium an der Universität Zagreb innehatte. 1971 promovierte er an der Universität Sarajevo zum Ph.D. und war von 1971 bis 1976 als Assistenz-Professor für Tiermedizin in Sarajevo tätig. 1972 und 1974 hatte er Forschungsstipendien an der Medical University of Wisconsin in Milwaukee, 1974 als Fulbright-Stipendium. Von 1976 bis 1982 war er außerordentlicher und ab 1982 dann ordentlicher Professor in Sarajevo. 2006 wurde er emeritiert.
Im Jahr 2000 übernahm er die Funktion als Bürgermeister der bosnischen Hauptstadt Sarajevo, welche er bis 2005 innehatte.
Hamamdžić veröffentlichte eine Vielzahl wissenschaftlicher Arbeiten und wurde mehrfach ausgezeichnet. Seit 2006 gehört er der Nationalen Akademie der Wissenschaften von Bosnien-Herzegowina an.
Er ist verheiratet und hat zwei Kinder.